# Wahlbezirk Böhmen 1
Der Wahlbezirk Böhmen 1 war ein Wahlkreis für die Wahlen zum Abgeordnetenhaus im österreichischen Kronland Böhmen. Der Wahlbezirk wurde 1907 mit der Einführung der Reichsratswahlordnung geschaffen und bestand bis zum Zusammenbruch der Habsburgermonarchie.

## Geschichte
Nachdem der Reichsrat im Herbst 1906 das allgemeine, gleiche, geheime und direkte Männerwahlrecht beschlossen hatte, wurde mit 26. Jänner 1907 die große Wahlrechtsreform durch Sanktionierung von Kaiser Franz Joseph I. gültig. Mit der neuen Reichsratswahlordnung schuf man insgesamt 516 Wahlbezirke, wobei mit Ausnahme Galiziens in jedem Wahlbezirk ein Abgeordneter im Zuge der Reichsratswahl gewählt wurde. Der Abgeordnete musst sich dabei im ersten Wahlgang oder in einer Stichwahl mit absoluter Mehrheit durchsetzen. Der Wahlkreis Böhmen 1 umfasste den I. Prager Gemeindebezirk Altstadt. Aus der Reichsratswahl 1907 ging Karel Baxa von den Tschechisch-nationalen Sozialisten als Sieger hervor, der seinen Sitz auch 1911 verteidigen konnte.

## Wahlen

### Reichsratswahl 1907
Die Reichsratswahl 1907 wurde am 14. Mai 1907 (erster Wahlgang) sowie am 23. Mai 1907 (Stichwahl) durchgeführt.

#### Erster Wahlgang
| Kandidat                                                                    | Partei                                  | Wahlkreisstimmen | Prozent |
| --------------------------------------------------------------------------- | --------------------------------------- | ---------------- | ------- |
| Karel Baxa                                                                  | Tschechische national-soziale Partei    | 1703             |         |
| Václav Houser                                                               | Tschechische Sozialdemokratische Partei | 1524             |         |
| Ladislav Klumpar                                                            | Jungtschechen                           | 1364             |         |
| Deutsche Zählkandidaten                                                     |                                         | 865              |         |
| Mathias Kovář                                                               | Katholische Volkspartei                 | 392              |         |
| Sonstige                                                                    |                                         | 59               |         |
| Wahlberechtigte: 8832, Ungültige/leere Stimmen: 23, Wahlbeteiligung: 67,1 % |                                         |                  |         |

#### Stichwahl
| Kandidat                                                              | Partei                                  | Wahlkreisstimmen | Prozent |
| --------------------------------------------------------------------- | --------------------------------------- | ---------------- | ------- |
| Karel Baxa                                                            | Tschechische national-soziale Partei    | 3424             | 57,7 %  |
| Václav Houser                                                         | Tschechische Sozialdemokratische Partei | 2506             | 42,3 %  |
| Wahlberechtigte: 8834, Ungültige Stimmen: 19, Wahlbeteiligung: 67,3 % |                                         |                  |         |

### Reichsratswahl 1911
Die Reichsratswahl 1911 wurde am 13. Juni 1911 durchgeführt. Die Stichwahl entfiel auf Grund des absoluten Mehrheit für Karel Baxa im ersten Wahlgang.
| Kandidat                                                              | Partei                                  | Wahlkreisstimmen | Prozent |
| --------------------------------------------------------------------- | --------------------------------------- | ---------------- | ------- |
| Karel Baxa                                                            | Tschechische national-soziale Partei    | 3178             | 53,6 %  |
| Václav Houser                                                         | Tschechische Sozialdemokratische Partei | 1882             | 31,7 %  |
| Alexander Richter                                                     | Deutsche Fortschrittspartei             | 520              | 8,8 %   |
| Josef Cibák                                                           | Tschechische Christlichsoziale Partei   | 305              | 5,1 %   |
| Zdenko Demartini                                                      | Parteilos                               | 31               | 0,5 %   |
|                                                                       | Sonstige                                | 16               | 0,3 %   |
| Wahlberechtigte: 7481, Ungültige Stimmen: 18, Wahlbeteiligung: 79,5 % |                                         |                  |         |